# Свастика (фильм, 1964)
«Свастика» (яп. 卍 Мандзи) — японская мелодрама 1964 года режиссёра Ясудзо Масумуры, снятый по одноимённой книге Дзюнъитиро Танидзаки «Свастика» (яп. 卍). На фильм впоследствии вышло несколько ремейков, включая фильм Лилианы Кавани «Берлинский роман», а также одноимённые японские фильмы 1983 и 2006 годов.

## Сюжет
Домохозяйка Соноко посещает художественную школу, в которой знакомится с молодой девушкой Мицуко — дочерью президента текстильной компании. Поражённая её красотой Соноко просит Мицуко позировать обнажённой; между женщинами возникает связь. Котаро — муж Соноко — обеспокоен поведением жены, попытка объясниться с ней приводит к ссоре. Тем временем Соноко узнаёт, что у Мицуко есть жених Эйдзиро. Обман сильно оскорбляет её, но подруги мирятся. Вовлечённые в тройственный союз, любовники подписывают своеобразный контракт, регулирующий их отношения и разделяющий права жениха и любовницы на Мицуко: согласно ему, Эйдзиро считается кровным братом Соноко, которая получает право любить Мицуко, исходя из роли сестры мужа. Но поскольку отношения не могут продолжаться без Котаро, который остаётся мужем Соноко, во взаимоотношениях четырёх человек нарастает напряжение, ведущее к трагедии.

## Актёрский состав
| В ролях        |  | Персонаж         |
| -------------- |  | ---------------- |
| Аяко Вакао     |  | Мицуко Токумицу  |
| Кёко Кисида    |  | Соноко Какиути   |
| Эйдзи Фунакоси |  | Котаро Какиути   |
| Юсукэ Кавадзу  |  | Эйдзиро Ватануки |